# Acer mexicanum
Acer mexicanum é uma espécie de árvore do gênero Acer, pertencente à família Aceraceae.